# Chasmina basiflava
Chasmina basiflava là một loài bướm đêm trong họ Noctuidae.